# Felice Riccio
Pour les articles homonymes, voir Riccio.
Ne doit pas être confondu avec Le Riccio.
Felice Brusasorci dit Felice Riccio (Vérone, 1539 - 1605) est un peintre italien maniériste de la Renaissance tardive dont l'œuvre se rattache à l'école véronaise.

## Biographie
Felice Riccio est le fils de Domenico Riccio (ou Domenico Brusasorci).
Il a peint pendant plusieurs années à Florence où il est noté en 1597.
Il n'est connu que par ses œuvres véronaises dont la première est un retable de la  Vierge à l'Enfant entourés de huit saintes de 1556, à l'église  Santa Trinità de Vérone.
Parmi ses élèves on note  Alessandro Turchi, Pasquale Ottini, and Marcantonio Bassetti.

## Œuvres
- Vierge en gloire avec trois archanges (1580), San Giorgio Maggiore
- Déposition de la Croix, église Tombazosana à Ronco all'Adige
- Toile au sanctuaire, de la basilique Santa Maria della Pace de Vérone.
- Santa Lucia trainata dai buoi, paroissiale Santa Lucia Extra à Vérone, œuvre restaurée en 1993
- Vierge à l'Enfant entourée de huit saintes (1556) retable, Santa Trinità à Vérone
- Flagellation du Christ (~1596), San Michele Extra, Madonna di Campagna
- Dôme de Vérone[1] :
  - Annonciation et quatre saints, décorations du buffet de l'orgue gauche,
  - Dormition de la Vierge, tympan externe,
  - Conversation sacrée avec quatre saints évêques, tympan interne
- Œuvre au Museo Archeologico della Valle Camonica, Breno

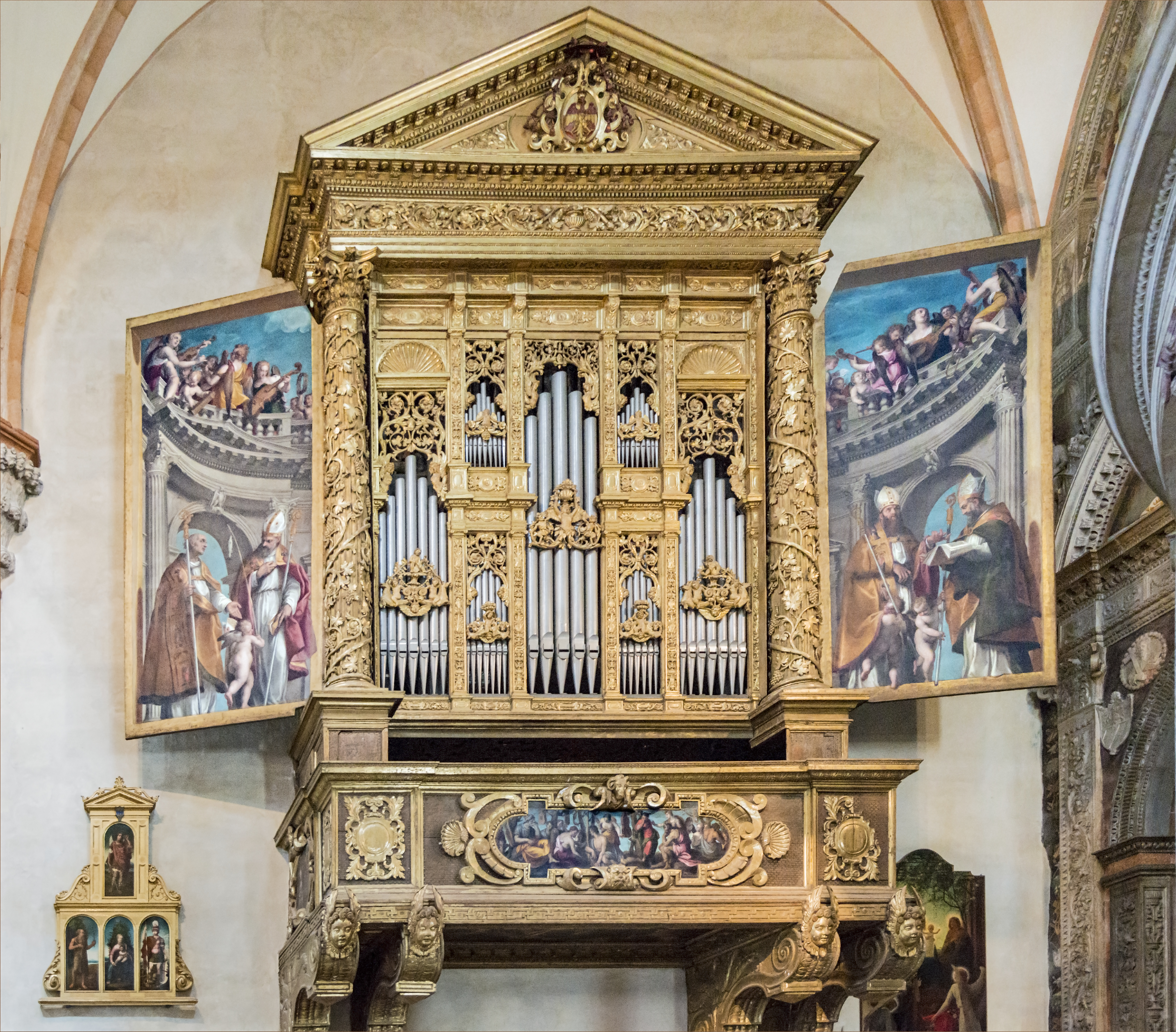
Quatre saints, décorations du buffet de la cathédrale de Vérone

## Sources
- (en) Cet article est partiellement ou en totalité issu de l’article de Wikipédia en anglais intitulé « Felice Riccio » (voir la liste des auteurs).